# Castello d'Agogna
Castello d'Agogna là một đô thị ở tỉnh Pavia trong vùng Lombardia của Ý, có cự ly khoảng 45 km về phía tây nam của Milano và khoảng 35 km về phía tây của Pavia. Sông Agogna chảy qua đây.
Castello d'Agogna giáp các đô thị sau: Ceretto Lomellina, Mortara, Olevano di Lomellina, Sant'Angelo Lomellina, Zeme.